# Hermana Philippa Brazill
La Hermana Mary Philippa Brazill, DBE, LLD (25 de diciembre de 1896, Condado de Limerick, Irlanda — 1 de enero de 1988), generalmente conocido como Hermana Philippa, fue una profesora Australiana de enfermería y administración. 
Nacida como Josephine Brazill, ella concluyó su formación sanitaria en el Colegio Sagrado Corazón, Geelong, antes de comenzar la formación religiosa en 1915. Ella adoptó el nombre religioso de Hermana Mary Philippa tras su ingreso en las Hermanas de la gracia el 10 de enero de 1918, a la edad de veintiún años. Tras su graduación en el Colegio de Formación de Profesores en Ascot Vale, ella impartió clases en varios colegios de Victoria, Australia. En 1928 entró a formar parte del personal de enfermería en el hospital de St Benedict, Malvern, que había sido adquirido por las hermanas de la gracia.
Ella completó su formación en el Hospital Mater Misericordiae, Brisbane. Pasó por diversos hospitales americanos durante un periodo superior a los seis meses, recopilando ideas para su incorporación en los planes de las Hermanas de San Benedicto para el establecimiento de un hospital para mujeres. Cuando el Hospital Privado de la Gracia fue inaugurado en 1935, la hermana Philippa fue nombrada su primera matrona, siendo la responsable de fijar las bases del cuidado del paciente y de la introducción de la formación general enfermera. Desde 1954-59 sirvió como superiora provincial de las Hermanas de la Gracia en Victoria y Tasmania, tras lo cual regresó al Hospital Privado de la Gracia.   

## Honores/premios
En 1979 la hermana Philippa fue nombrada como Dama Comandante de la Orden del Imperio Británico por su sobresaliente trabajo en los servicios de cuidados de salud. El 1 de agosto de 1981, la Universidad de Melbourne le hizo entrega del Doctor Honoris Causa de Derecho en reconocimiento a sus servicios a la vida familiar y de la mujer. Ella fue la primera monja en recibir este reconocimiento de la universidad.

## Fallecimiento
Ela falleció el 1 de enero de 1988, poco después de su 91 aniversario.